# Stenothemus harmandi
Stenothemus harmandi là một loài bọ cánh cứng trong họ Cantharidae. Loài này được Burgeois miêu tả khoa học năm 1902.